# Скоморошка

Скоморошка — река в России, протекает в Тульской области. Правый приток Упы.

## География
Река Скоморошка берёт начало у посёлка Головлинский. Течёт в северо-западном направлении по открытой местности. Устье реки находится у деревни Сетинка в 257 км по правому берегу реки Упы. Длина реки составляет 11 км. 

## Данные водного реестра
По данным государственного водного реестра России относится к Окскому бассейновому округу, водохозяйственный участок реки — Упа от истока и до устья, речной подбассейн реки — Бассейны притоков Оки до впадения Мокши. Речной бассейн реки — Ока.
По данным геоинформационной системы водохозяйственного районирования территории РФ, подготовленной Федеральным агентством водных ресурсов:
- Код водного объекта в государственном водном реестре — 09010100312110000018956
- Код по гидрологической изученности (ГИ) — 110001895
- Код бассейна — 09.01.01.003
- Номер тома по ГИ — 10
- Выпуск по ГИ — 0